# Claira
Claira (en catalán Clairà) es una localidad y comuna francesa situada en el departamento de Pirineos Orientales y la región de Languedoc-Rosellón, en la comarca histórica del Rosellón. Tenía 3469 habitantes en 2007.
Sus habitantes reciben el gentilicio de Clairanencs.
Administrativamente, pertenece al distrito de Perpiñán, al cantón de Saint-Laurent-de-la-Salanque y a la Communauté de communes Salanque - Méditerranée.

## Geografía
- El pueblo de Claira se sitúa a la orilla izquierda del Agly, a aproximadamente 10 kilómetros de Perpiñán, en la región de la Salanque.
- Puede accederse al municipio por la autoroute A9 (salida 41) y por la carretera departamental 83 (salidas 5 y 6). Además, el consejo general está construyendo una vía verde entre Le Barcarès y Rivesaltes, a lo largo de la orilla izquierda del Agly, que también pasará por el municipio de Claira.

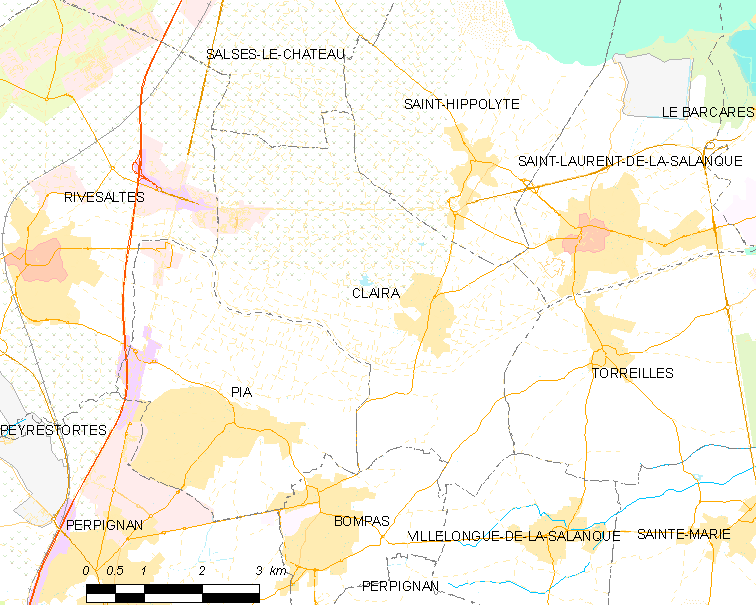
Situación de Claira

## Historia
- La antigua Vía Domitia pasaba por el oeste del pueblo actual. Hay caminos que reproducen más o menos el trazado.[3]
- El pueblo es citado en el siglo XI (1013, 1070 y 1091). Durante los siglos siguientes (siglo XIII al siglo XV), varios textos señalan las fortificaciones del pueblo y las reparaciones que se estaban efectuando allí. Durante las guerras que opusieron a Francia y España en el siglo XVII, una de las batallas ocurrió cerca de la localidad.[4]

## Demografía
| 1439 | 1446 | 1249 | 1415 | 2117 | 2625 |
| Para los censos de 1962 a 1999 la población legal corresponde a la población sin duplicidades (Fuente: INSEE [Consultar]) |      |      |      |      |      |

## Lugares y monumentos

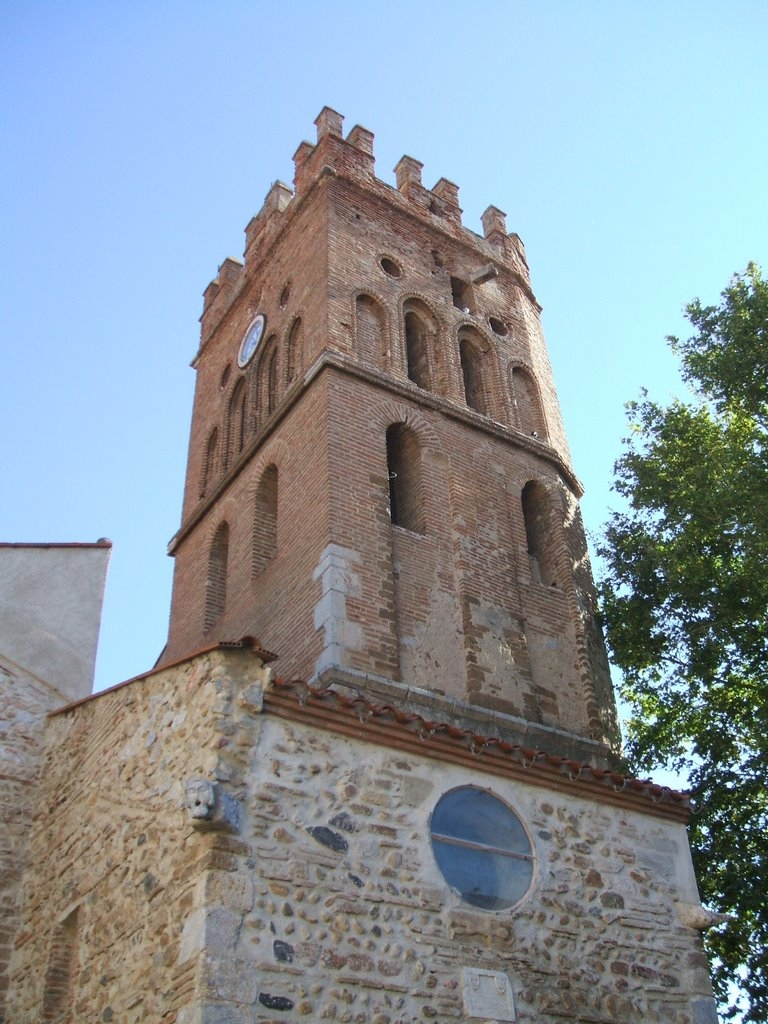
Campanario de la iglesia Saint-Vincent

- El pueblo antiguo estaba protegido por un recinto fortificado de plano rectangular flanqueado por torres. Reparado varias veces, fue arrasado en el siglo XIX. Hoy sólo quedan algunos vestigios.[5]
- Al este se levanta la iglesia parroquial Saint-Vincent, cuya cabecera se apoyaba en la muralla. Citado en 1091,[6] este edificio románico fue reconstruido en el siglo XIV y remodelado en los siglos XVIII y XIX. El muro sur conserva vestigios interesantes, como una ventana románica en plena cimbra, o un panteón gótico rematado por un bajorrelieve y una inscripción que data de 1372, encuadrado por dos gárgolas. El edificio está dominado por un campanario gótico de ladrillo, que fue remodelado posteriormente.[7]

- Aproximadamente 2 kilómetros al oeste del pueblo se levanta la capilla Saint-Pierre-du-Vilar (en catalán: Sant Pere del Vilar). Citada desde 951 y posesión de la Abadía de Lagrasse, fue la sede de un priorato que se secularizó en el siglo XIV. El edificio actual data del siglo XI y posee una nave única terminada por un ábside semicircular. Después fue sobrealzada y remodelada, como lo muestra la ventana axial del ábside que ahora está a ras del suelo. En la fachada occidental son muy visibles los indicios de reanudación de las obras, con la añadidadura de un campanario-muro y de un pórtico modernos. En el muro norte pueden verse los vestigios de un antiguo pórtico.[8]
- Al sur del pueblo subsiste una parte de la plataforma de la línea ferroviaria que conectaba Rivesaltes con Le Barcarès vía Pia, Claira y Saint-Laurent-de-la-Salanque. En especial, aún queda un puente bien restaurado que salvaba un camino de servicio local. Por su parte, el puente sobre el Agly fue desmantelado.

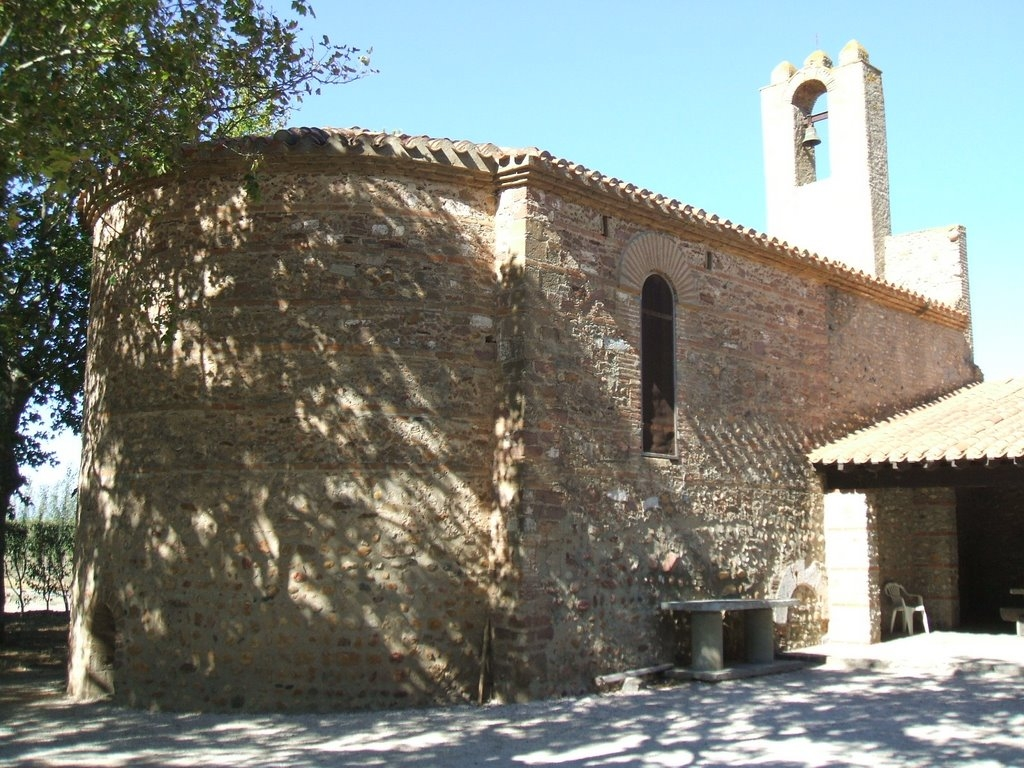
Capilla Saint-Pierre (vista noroeste)
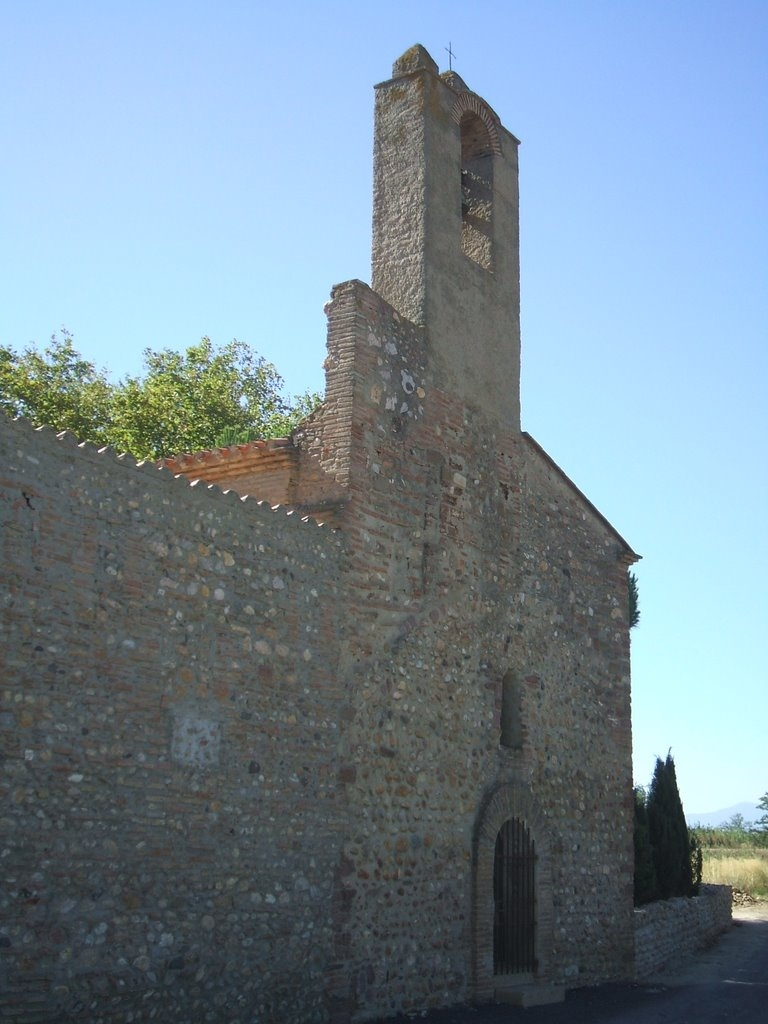
Capilla Saint-Pierre (fachada occidental)
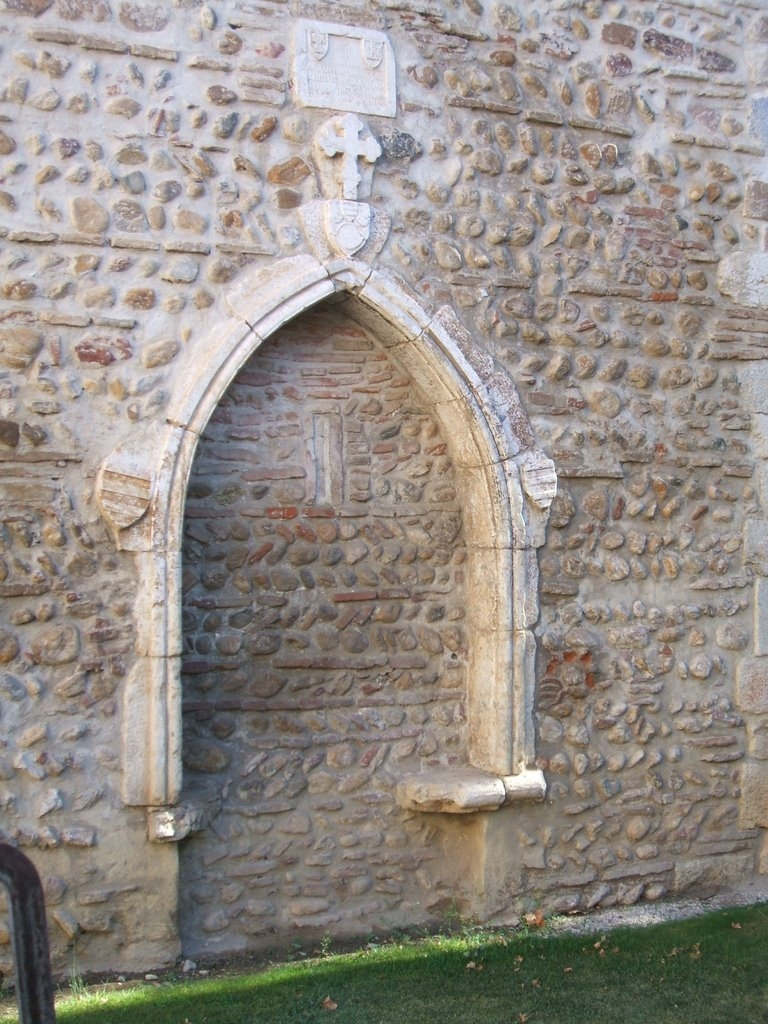
Panteón gótico del muro sur de la iglesia Saint-Vincent
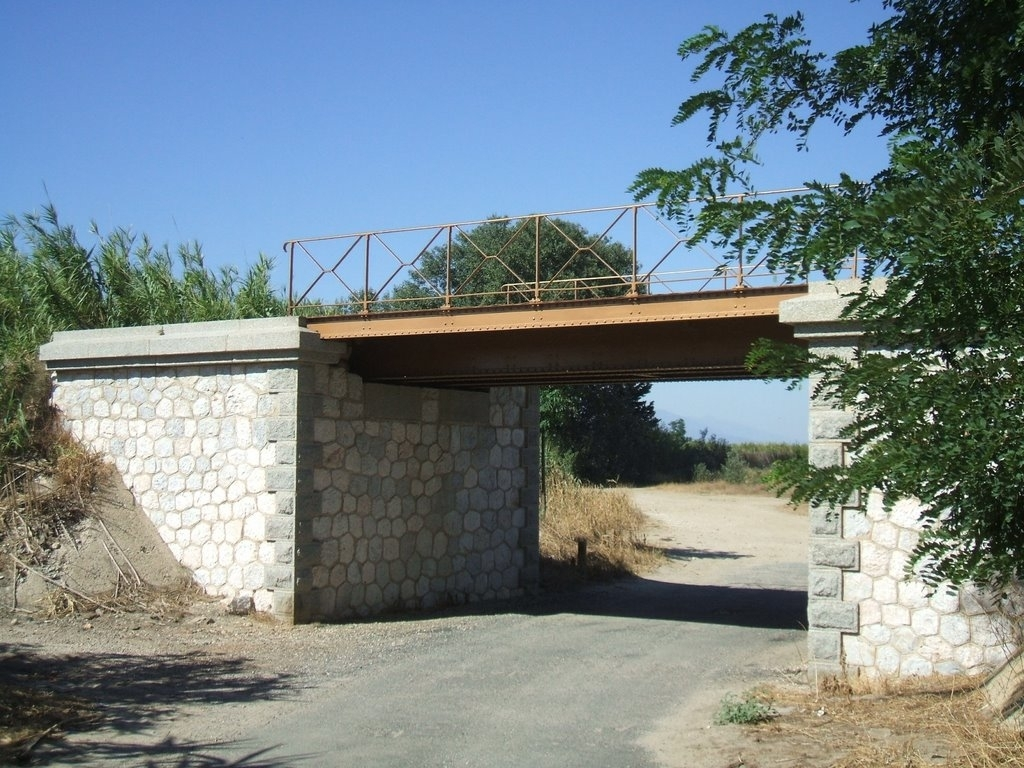
Puente ferroviario de la antigua línea Rivesaltes - Le Barcarès